# 布隆迪LGBT權益
女同性恋，男同性恋，双性恋和跨性别（LGBT）人群在布隆迪面临着法律问题。布隆迪将男性或女性的同性间性行为视为犯罪。

## 有关同性性行为的法律
根据《布隆迪刑法典》第567条所规定，与同性发生性关系的人可处以三个月至二年监禁，罚款50,000至100,000法郎。
2009年7月1日，据称在布琼布拉的一个俱乐部发生性暴力事件，一名年轻男子被捕。警方后来表示，该名男子是因为同性恋而被捕，但可交罚款以释放该嫌疑人。有关人权的非政府组织和LGBT社区的宣传有助于确保他最终被释放。2012年，两名女同性恋者被短暂逮捕，随后被释放。2014年9月，越南电话公司的一名越南雇员与卡鲁济省的布隆迪人发生同性性关系。布隆迪人称，这是非自愿的性行为，因而越南男子被拘留。当局由于缺乏证据而在三天后将案件撤回。2016年11月2日锡比托凯省高等法院判处一名15岁男孩一年监禁，罪名是强奸一名七岁男孩。

## 同性伴侣关系的承认
布隆迪宪法第29条禁止同性婚姻。

## 儿童收养
据法国政府网站介绍，单身和已婚人士有资格领养子女。但网站没有说LGBT人士是否被取消资格。

## 生存现状
美国国务院关于2016年的各國人權報告中指出：
基于性倾向和性别认同的暴力，歧视和其他虐待行为
法律将同性性行为定为犯罪，处以罚款，监禁三个月至两年。据新闻报道，11月2日，锡比托凯省高等法院判处一名15岁男孩一年监禁，罪名是强奸一名七岁男孩。这是有关青少年被控强奸未成年人和同性恋者的案件。同年没有其他关于同性恋者被起诉的报道。布琼布拉的Remuruka中心可以向LGBT社区提供紧急服务。政府既不支持也不阻碍当地LGBT组织或中心的活动。

## 概况
| 同性性行为合法                                       | （处罚：最多监禁2年） |
| 同意年龄平等                                         | 否                    |
| 反就业歧视法律                                       | 否                    |
| 提供商品和服务的反歧视法律                           | 否                    |
| 在所有其他领域的反歧视法律（包括间接歧视，仇恨言论） | 否                    |
| 同性婚姻                                             | （自2005年宪法禁止）  |
| 同性伴侣关系                                         | 否                    |
| 同性伴侣收养继子女                                   | 否                    |
| 同性伴侣联合收养                                     | 否                    |
| 同性恋军人允许公开服役                               |                       |
| 有权改变法律性别                                     | 否                    |
| 女同性恋试管婴儿                                     | 否                    |
| 男同性恋情侣商业代孕                                 | 否                    |
| 男男性接触人群（MSM）允许献血                        | 否                    |